# 한두현
한두현(韓頭賢, 1994년 7월 28일~)은 대한민국의 육상 선수로 주 종목은 장대높이뛰기이다. 

## 기록

### 국제 대회
- 2012년 세계 주니어 선수권 대회 12위
- 2013년 동아시아 경기 대회 6위
- 2013년 하계 유니버시아드 6위
- 2014년 아시아 실내 선수권 대회 4위
- 2014년 아시안 게임 실격
- 2015년 아시아 선수권 대회 6위
- 2015년 하계 유니버시아드 5위
- 2017년 아시아 선수권 대회 5위
- 2017년 하계 유니버시아드 5위
- 2019년 세계 군인 체육 대회 실격
- 2023년 아시아 선수권 대회 7위

### 국내 대회
- 2013년 전국체육대회 육상 남자 일반부 금메달
- 2015년 전국체육대회 육상 남자 일반부 금메달
- 2016년 전국체육대회 육상 남자 일반부 금메달
- 2022년 전국체육대회 육상 남자 일반부 금메달